# Rhododendron sargentianum
Rhododendron sargentianum är en ljungväxtart som beskrevs av Alfred Rehder och Wilson. Rhododendron sargentianum ingår i släktet rododendron, och familjen ljungväxter. Inga underarter finns listade i Catalogue of Life.